# Sopho Chalvasji

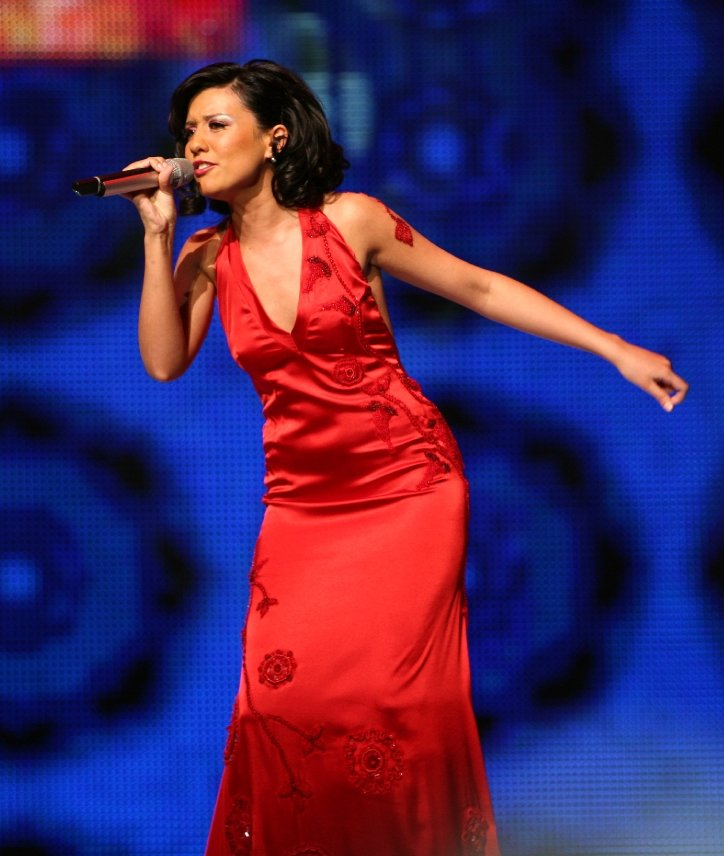
Sopho Chalvashi zingt Visionary dream

Sopho Chalvasji (Georgisch: სოფო ხალვაში) (Batoemi, 31 mei 1986) is een Georgisch zangeres. Ze is van Lazische afkomst.

## Korte biografie
Chalvasji werd bekend via enkele talentenjachten. Uiteindelijk ze Sopho in 2004 School of Nutsa en in 2006 haalde ze brons op het festival New Wave 2006 in het Letse Jūrmala.
Naast haar zangcarrière presenteerde ze ook een televisieprogramma.

## Eurovisiesongfestival
Sopho Chalvasji verzorgde in 2007 de eerste inzending van Georgië ooit aan het Eurovisiesongfestival. Het nummer waarmee ze deelnam, Visionary dream, was een mengeling tussen Madonna-achtige muziek, dans en Georgische folk. Ze haalde in de eindronde de 12de plaats.